# Втрати 102-ї окремої бригади територіальної оборони України

Шеврон 102-ї бригади

У статті описано деталі загибелі бійців 102-ї бригади ТрО України.
Зверніть увагу, втрати України у війні є державною таємницею, тому дані загиблих вносяться обмеженою інформацією.

## Список
| №  | Ім'я                                           | Короткі біографічні дані | Дата загибелі     | Обставини загибелі |
| -- | ---------------------------------------------- | --- | ----------------- | --- |
| 1. | Бойко Мирослав Мирославович                    | 36 р. Народився в с.П’ядики. Молодший сержант окремого батальйону 102 окремої бригади | 30 квітня 2022    | Загинув в ході виконання бойового завдання в Донецькій області, внаслідок артилерійського обстрілу.                                                              |
| 2. | Шварговський Дмитро                            | 28 р. Устеріки. Посмертно нагороджений нагрудним знаком «Знак пошани» від Міністерства оборони України.Боєць 102 бригади ТрО                                                                              | 1 травня 2022     | Загинув в бою. |
| 3. | Потяк Ярослав Іванович                         | 47 р. Народився в с.Хімчин. Проживав в Естонії. Боєць 102 бригади | 3 травня 2022     | Загинув поблизу Гуляйполя. Похований в с.Хімчин |
| 4. | Попович Петро                                  | 56 р. с.Торговиця.Солдат, механік відділення технічного обслуговування автомобільної техніки 102-ї окремої бригади територіальної оборони ім. полковника Дмитра Вітовського.                              | 4 травня 2022     | Загинув поблизу села Миколаївка Донецька область. |
| 5. | Диконюк Петро                                  | 1985 року народження село Вербовці Боєць2 роти, 74 батальйону 102 бригади | 19 травня 2022    | Загинув у бою |
| 6. | Гергелюк Михайло Михайлович                    | 29 р. с.Локітка. У 2014 році вступив добровольцем до батальйону "Донбас" та відправився в зону АТО. У 2016 році демобілізувався та займався волонтерською і громадською діяльністю. Капелан 102-ї бригади | 19 червня 2022    | Загинув на сході Україні. |
| 7. | Крамар Василь                                  | 49 р. с.Пнів. солдат, стрілець 4 роти 102 бригади ТРО | 29 червня 2022    | Загинув у Запорізькій області. |
| 8. | Воронюк Андрій                                 | 31 р. Боєць 76 батальйону 102 бригади | 22 червня 2022    | Загинув у бою |
| 9. | Скорецький Василь                              | 23 р. Боєць 76 батальйону 102 бригади | 22 червня 2022    | Загинув у бою |
| 10 | Павлюк Андрій                                  | 41 рік Боєць 76 батальйону 102 бригади | 22 червня 2022    | Загинув у бою |
| 11 | Іванишин Юрій                                  | Косів.Боєць 1 стрілецького відділення 2 взводу 4 роти 74 батальйону 102 ОМБР | 22 червня 2022    | Загинув у бою. |
| 12 | Пилипко Ігор                                   | 48 р. с. Олеша.Сапер інженерно-саперного взводу 76 окремого батальйону 102 окремої бригади | 22 липня 2022     | Загинув у бою |
| 13 | Космірак Василь                                | Сапер 102 бригади | 22 липня 2022     | Загинув на Запоріжжі |
| 14 | Клід Василь                                    | 49 р. с.Олеша.Головний сержант відділення інженерно-саперного взводу 76 окремого батальйону 102 окремої бригади                                                                                           | 23 липня 2023     | Загинув в бою |
| 15 | Ходак Ігор                                     | 43 р. м.Івано-Франківськ. В мирному житті програміст. Зв'язківець 102-ї бригади | 28 червня 2022    | Загинув у Запорізькій області. Похований на Алеї Слави с.Чукайлівка                                                                                              |
| 16 | Батюк Сергій                                   | 42 р. м.Івано-Франківськ Боєць 102 бригади ТрО | 28 червня 2022    | Загинув у Запорізькій області. Похований на Алеї Слави с.Чукайлівка                                                                                              |
| 17 | Руденок Максим                                 | 42 р. м.Івано-Франківськ. Працював в Мальтійському ордені. Боєць 102 бригади ТрО | 28 червня 2022    | Загинув у Запорізькій області. Похований на Алеї Слави с.Чукайлівка                                                                                              |
| 18 | Іванов Олександр                               | 47 р. м.Івано-Франківськ. Боєць 78 батальйону 102-ї бригади ТрО | 20 серпня 2022    | Загинув за незясованих обставин. |
| 19 | Кіцелюк Ігор                                   | с.Космач. Боєць 74 батальйону 102 бригади | 31 серпня 2022    | Загинув у Запорізькій області. |
| 20 | Полюк Сергій                                   | 40 р. с. Яблунів.Боєць 74 батальйону 102 бригади | 7 вересня 2022    | Загинув в бою. |
| 21 | Геник Михайло                                  | 41 р. с. Вижній Березів.Боєць 74 батальйону 102 бригади | 7 вересня 2022    | Загинув у бою. |
| 22 | Шишов Євген                                    | 28 р. Калуш Боєць 102 бригади | 8 вересня 2022    | Загинув у бою |
| 23 | Розвадовський Анатолій                         | 24 р. За освітою — лісівник. У Верховині почав займатися рукопаш гопаком. Потім досконало опанував техніку бразильського джиу-джитсу. Боєць 201 батальйону 102 бригади                                    | 9 вересня 2022    | Загинув у бою. |
| 24 | Породько Ростислав                             | 47 років, Калуш боєць 79 батальйону 102 бригади ТрО | 30 вересня 2022   | Загинув в бою |
| 25 | Габрид Василь Михайлович                       | 41 р. с. Пасічна.Боєць 102 бригади ТрО | 08 жовтня 2022    | Загинув у бою. |
| 26 | Вінтович Іван                                  | 41 р. с. Перевозець. Служив у Збройних силах України стрільцем стрілецької роти. Боєць 102 бригади ТрО | 13 вересня 2022   | Загинув у Запорізькій області. |
| 27 | Тряско Мар'яна Василівна "Квітка"              | 35 р. с.Тростянець. 14 років проживала в Італії. Бойовий медик 102-ї бригади | 24 вересня 2022   | Померла у військовому госпіталі м.Запоржжя Похована в с.Тростянець                                                                                               |
| 28 | Питлюк Назарій Ярославович                     | 44 р. с.Пнів.Боєць 102 бригади | 5 листопада 2022  | Загинув у бою в селі Червоне Пологівського району Запорізької області                                                                                            |
| 29 | Заставний Михайло Зиновійович                  | 48 р. с.Задністрянське. Боєць 78 батальйону 102-ї бригади ТрО | 22 листопада 2022 | Загинув в зоні бойових дій |
| 30 | Лугарєв Назарій Олексійович                    | 32 р. Голова Івано-Франківського осередку "Пласту"Головний сержант 2-ї роти 78 батальйону 102-ї бригади ТрО                                                                                               | 6 грудня 2022     | Загинув біля Гуляйполя Похований на Алеї Слави |
| 31 | Мельничук Йосиф                                | 50 р. м.Івано-Франківськ Боєць 78 батальйону 102 бригади | 6 грудня 2022     | Загинув біля Гуляйполя Похований на Алеї Слави |
| 32 | Грималюк Артур                                 | Боєць 102-ї бригади ТрО Боєць 78 батальйону 102-ї бригади | 6 грудня 2022     | Загинув біля Гуляйполя Похований на Алеї Слави |
| 33 | Сабадах Ігор                                   | Сержант 78-го батальйону 102-ї бригади | 7 грудня 2022     | Загинув в району Дорожнянуи |
| 34 | Гойванюк Ігор                                  | Боєць 78-го батальйону 102-ї бригади | 7 грудня 2022     | Загинув в Запоріжській обл. |
| 35 | Рибчук Володимир                               | 29 р. с. Яворів. Боєць 102-ї бригади ТрО | 29 грудня 2022    | Загинув на полі бою у місті Кремінній Сєвєродонецького району Луганської області.                                                                                |
| 36 | Зузяк Руслан                                   | м.Ворохта Боєць 3-ї стрілецької роти 102-ї бригади | 30 грудня 2022    | Загинув у боях за Гуляйпільщину |
| 37 | Петрик Степан                                  | с. Парищип. Боєць 102-ї бригади | 30 грудня 2022    | Загинув у боях за Гуляйполе |
| 38 | Грига Володимир Іванович                       | с.Пасічна. Боєць 76 батальйону 102-ї бригади | 30 грудня 2022    | Загинув у боях за Гуляйполе |
| 39 | Цимбаліст Назарій                              | 38 р. Сержант 102-ї бригади | грудень 2022      | Загинув на Запоріжжі |
| 40 | Коропецький Роман                              | 29 р. с.Загвіздя. Водій 102-ї бригади | грудень 2022      | Загинув внаслідок поранень |
| 41 | Фоменко Назар                                  | 38 р. м.Івано-Франківськ Боєць 102-ї бригади | 3 січня 2023      | Загинув у бою |
| 42 | Залеський Назар                                | Отинія,Боєць 102-ї бригади | 3 січня 2023      | Загинув у бою |
| 43 | Бойко Олександр                                | Отинія. Солдат 102-ї бригади | 3 січня 2023      | Загинув у бою |
| 44 | Вовчук Микола Володимирович                    | 33 р. с.Цінева проживав у м.Івано-Франківськ. Розвідник 102-ї бригади | 6 січня 2023      | Загинув біля Гуляйполя |
| 45 | Литвинчук Костянтин                            | 31 р. м.Калуш Старший солдат. Сапер 79 батальйону 102-ї бригади | 19 січня 2023     | Загинув в бою |
| 46 | Гуль Андрій                                    | 24 р. м.Івано-Франківськ Старший солдат Боєць 78 батальйону 102 бригади | 3 лютого 2023     | Загинув внаслідок влучання снаряду танка |
| 47 | Волошинович Володимир                          | 55 р. м.Рожнятів Старший сержант 102-ї бригади | 15 лютого 2023    | Загинув у бою |
| 48 | Гецко Назар                                    | 30 р. Войнилів Боєць 102 бригади ТрО | 15 лютого 2023    | Загинув на Запоріжжі |
| 49 | Шнур Володимир                                 | 57 р. . Підвисоке Коломийського району. Служив солдатом-стрільцем стрілецького взводу 102 бригади ТрО | 4 березня 2023    | Помер внаслідок важких поранень |
| 50 | Данилець Юрій                                  | Боєць 102 бригади ТрО | 11 березня 2023   | Загинув в бою |
| 51 | Ткачук Михайло                                 | 47 р. с.Мишин Був стрільцем у 102 окремій бригаді територіальної оборони імені полковника Дмитра Вітовського.                                                                                             | 18 березня 2023   | Загинув на Запоріжжі у Пологівському районі |
| 52 | Шпинта Іван                                    | 42 р. с.Пасічна Молодший сержант 102-ї бригади ТрО | 18 березня 2023   | Загинув у бою |
| 53 | Кваснишин Андрій                               | 26 р. м.Болехів 78 батальйон 102-ї бригада | 27 березня 2023   | загинув у боях за село Малинівка |
| 54 | Бойко Андрій(«Аташе»)                          | 26 р. м.Івано-Франківськ Командир стрілецького взводу Боєць 102-ї бригади ТрО | 6 квітня 2023     | Загину у бою |
| 55 | Дутчак Віталій Ярославович(«Кучерявий»)        | 50 років, с. Цуцилів, Переріслянської територіальної громади Надвірнянського району Івано-Франківської області. Капітан (2022). Командир 3-ої стрілецької роти 78-го батальйону 102-ої бригади.           | 6 квітня 2023     | Загинув у бою |
| 56 | Матійчук Василь                                | 32 р. 74 батальйон 102-ї бригади с.Хімчин | 8 квітня 2023     | Загинув від влучання боєприпасу скинутого з безпілотника |
| 57 | Винник Михайло                                 | 56 років, с. Довгий Войнилів Верхнянської громади. Боєць 102-ї бригади | 17 квітня 2023    | Загинув в Запорізькій області під час виконання бойового завдання                                                                                                |
| 58 | Струтинський Олександр Богданович («Електрик») | 44 р. Старший сержант 78-го батальйону 102-ї бригади | 18 квітня 2023    | Загинув в бою |
| 59 | Волкович Роман(«Лисий»)                        | Кулиметник 78-го батальйону 102-ї бригади | 18 квітня 2023    | Загинув в бою |
| 60 | Клюба Андрій(«Грузин»)                         | м.Івано-Франківськ Боєць 102-ї бригади | 18 квітня 2023    | Загинув в бою |
| 61 | Гаврилюк Михайло Петрович                      | 1995, с. Верхній Вербіж Нижньовербізької громади. Боєць 102-ї бригади | 23 квітня 2023    | Загинув на Запоріжжі |
| 62 | Лавринович Роман                               | 31 рік, село Пнів, боєць 76 батальйону 102 бригади | 8 травня 2023     | Загинув у бою за Гуляйполе |
| 63 | Максимчук Юрій                                 | 31 жовтня 1993, с. Бистриця Надвірнянського району. | 5 червня 2023     | Загинув на Запорізькому напрямку. |
| 64 | Бать Андрій Іванович                           | 28 травня 1993, с. Верхня Липиця. | 11 червня 2023    | Загинув на Запорізькому напрямку. |
| 65 | Бабак Ігор                                     | 31 жовтня 1975, с. Загвіздя. | 12 червня 2023    | Отримав важке поранення під час ракетного обстрілу прифронтового Гуляйполя. Його госпіталізували до медзакладу в Запоріжжі. Лежав у реанімації, помер в лікарні. |
| 66 | Пархуць Богдан                                 | 30 серпня 1996. Молодший сержант. Місто Бурштин. Служив у 2 роті 75 батальйону 102 окремої бригади Сил територіальної оборони ЗСУ.                                                                        | 12 липня 2023     | Загинув внаслідок обстрілу військами РФ на околиці міста Гуляйполе Запорізької області.                                                                          |
| 67 | Жулінський Сергій                              | 38 років, м. Рогатин Івано-Франківської області. За особисту мужність був нагороджений нагрудними знаками.                                                                                                | 12 липня 2023     | Похований на Личаківському цвинтарі. |
| 68 | Олійник Микола                                 | 27 років, м. Бурштин. Був командиром 2 відділення стрілецької роти 75 батальйону 102 окремої бригади Сил територіальної оборони ЗСУ.                                                                      | 26 липня 2023     | Загинув під час виконання бойового завдання поблизу Гуляйполя Запорізької області.                                                                               |
| 69 | Вознюк Ігор "Павук"                            | 35 років, м.Івано-Франківськ, (с.Козина, Пітрич). Старший солдат 102 окремої бригади Сил територіальної оборони ЗСУ.                                                                                      | 26 липня 2023     | Загинув під час виконання бойового завдання, в с. Новодарівка, Запорізької області.                                                                              |
| 70 | Забава Анатолій Володимирович                  | 59 років, м. Косів, Івано-Франківська область. Командир взводу 74 батальйону 102 окремої бригади Сил Територіальної Оборони ЗСУ. Став до лав збройних сил разом із сином Степаном Забавою.                | 11 вересня 2023   | Загину в наслідок ворожого бомбардування села Малинівка, Запорізької області.                                                                                    |
|    | Клодніцький Михайло                            | народився 30 вересня 1990 року у селі Хотимир. Боєць 102 бригади | 28 жовтня 2023    | Загинув в Запорізькій області |
| 71 | Мартиняк Ігор                                  | 4 травня 1983, c. Заланів, Рогатинщина, Івано-Франківська область. Молодший сержант 75 батальйону 102 бригади                                                                                             | 6 листопада 2023  | Загинув поблизу м.Гуляйполе |
|    | Досяк Дмитро                                   | народився у 1981 році у селі Білоберізка Верховинського району. | 22 грудня 2023    | |
|    | Медвійчук Василь                               | народився 15 грудня 1985 року, жив у селі Красник Верховинського району. молодший лейтенант 102 бригади                                                                                                   | 23 грудня 2023    | |
| 72 | Шекеряк Юрій                                   | 30 років, Старший технік мінометної батареї 102-ї бригади 201-го батальйону | 1 січня 2024      | Загинув в Новодарівка Запорізької області |
| 73 | Брикалюк Андрій                                | 4 серпня 1978, с. Ямниця. Служив стрільцем-помічником гранатометника у стрілецькій роті 102 бригади | 9 січня 2024      | Загинув в Запорізькій області |
| 74 | Данів Руслан                                   | 2 лютого 1975, с. Петранка, Рожнятівська громада, Івано-Франківська область. Боєць 79 батальйону | 11 січня 2024     | Загинув в Запорізькій області |
|    | Настащук Олександр                             | 20 років, с. Воскресинці, Коломийський район. Служив командиром 2 інженерно-саперного відділення 75 батальйону 102 окремої бригади Сил територіальної оборони ЗСУ.                                        | 22 січня 2024     | Загинув в Запорізькій області, внаслідок удару безпілотника |
|    | Турчак Михайло                                 | 20 вересня 1978. Проживав у Калуші. Боронив країну в складі 79 батальйону 102 бригади. Посада сапер | 22 січня 2024     | Загинув в Запорізькій області |
|    | Томащук Сергій                                 | м. Коломия. Служив бойовим медиком зенітного ракетно-артилерійського взводу роти вогневої підтримки. Воював в 77 батальйоні 102 окремої бригади Сил територіальної оборони ЗСУ.                           | 25 січня 2024     | Загинув в Запорізькій області |
|    | Ілюк Ігор                                      | м. Коломия. Служив в обслузі зенітного артилерійського відділення роти вогневої підтримки. Воював в 77 батальйоні 102 окремої бригади Сил територіальної оборони ЗСУ.                                     | 25 січня 2024     | Загинув в Запорізькій області |
|    | Юрій Літвінов                                  | Народився 12 грудня 1972 року в Хмельницькому. Молодший сержант. | 28 лютого 2025    | Загинув на Запорізькому напрямку. |